# Jake Vargas
Jake Vargas (* 9. Juli 1992 in Olongapo City, Zambales, Philippinen) ist ein philippinischer Schauspieler.

## Filmografie (Auswahl)
- 2010: Si Agimat at Si Enteng Kabisote
- 2011: Tween Academy: Class of 2012
- 2012: My Kontrabida Girl
- 2015: Liwanag sa Dilim